# 명교

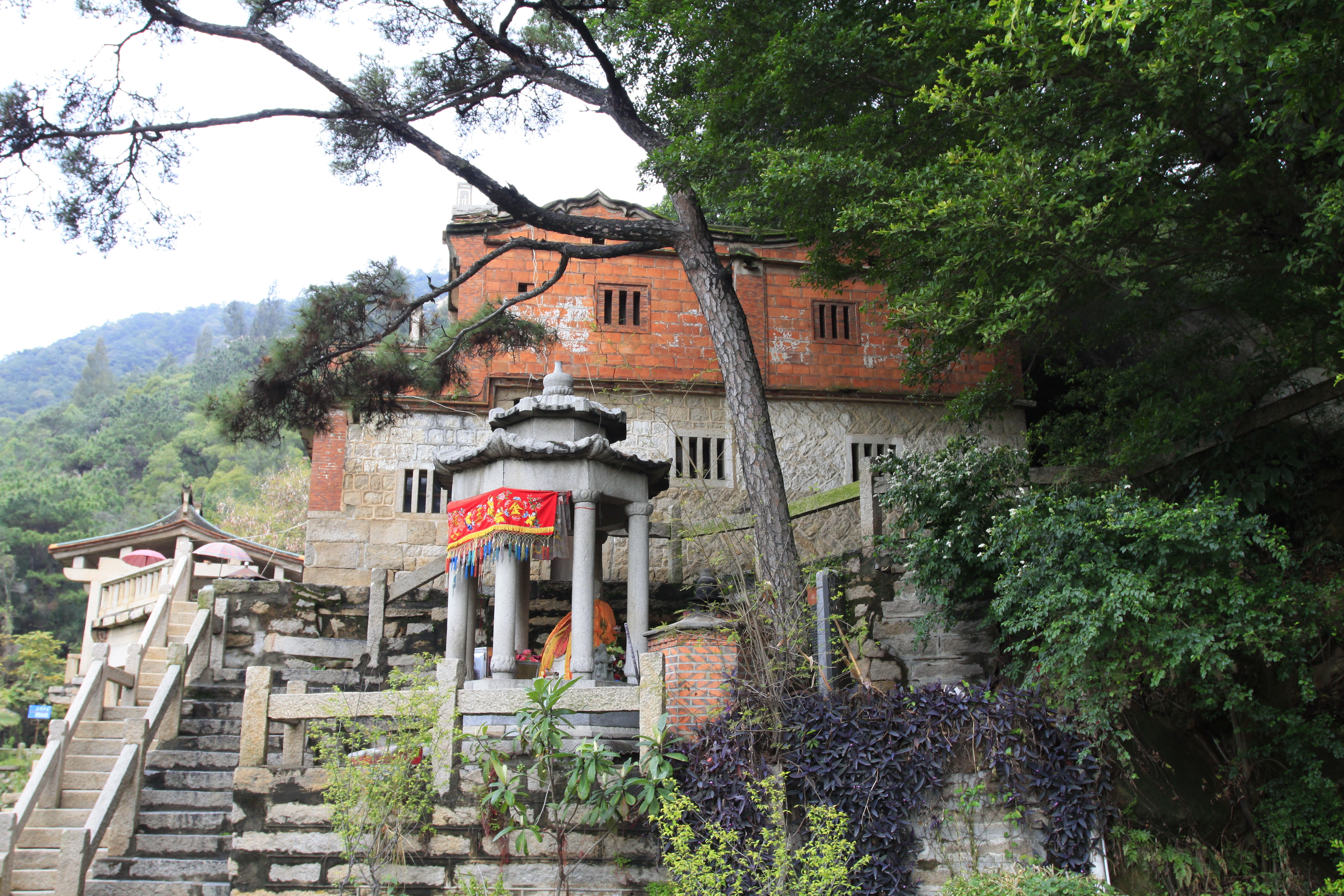
중국 복건성 천주시에 소재한 초암.

명교(明敎)는 중국에 전래된 마니교이다. 마니교는 당나라 때 중앙아시아를 통해 중국에 전래되었는데, 주류 종교로 자리잡은 적은 한 번도 없으며 오히려 당 무종의 회창훼불 때 불교와 함께 덤으로 탄압받은 이후 공개적으로는 금지되었다.
명교가 된 마니교는 중국의 문화적 맥락을 빠르게 흡수하며 중국화되었고, 당나라가 망할 때까지 살아남아 여러 중국 민간종교에 영향을 미쳤다. 명교 세력은 현대 중국에도 남아 있으며, 복건성의 초암이 중심지이다. 초암은 오늘날까지 살아남은 유일한 명교 사원이기도 하다.

## 같이 보기
- 마교 (무협)
- 중국의 불교
- 중국의 민간신앙